# París-Tours 1896
La París-Tours 1896 fue la primera edición de la clásica París-Tours. Se disputó el 17 de mayo de 1896 y el vencedor final fue el francés Eugène Prévost, que se impuso en solitario en la línea de meta.  

## Clasificación general[3]
|    | Ciclista       | Equipo   | Tiempo       |
| -- | -------------- | -------- | ------------ |
| 1  | Eugène Prévost |          | 8h 08' 00"   |
| 2  | Émile Ouzou    |          | + 11' 00"    |
| 3  | Lucien Bouvet  |          | + 26' 00"    |
| 4  | Pigelet        |          | + 38' 00"    |
| 5  | Sigouard       |          | + 42' 00"    |
| 6  | Vernet         | Panneton | + 44' 00"    |
| 7  | Haralamb       |          | m.t.         |
| 8  | Loysel         |          | + 57' 00"    |
| 9  | Bonne          |          | m.t.         |
| 10 | Delalande      |          | + 1h 06' 00" |